# Kutnowski Dom Kultury
Kutnowski Dom Kultury (KDK) – dawniej Powiatowy Dom Kultury – miejski dom kultury w Kutnie. Oficjalnie otwarty 30 kwietnia 1972 roku. Mieści się przy ulicy Żółkiewskiego 4.

## Historia

### Lata 70
Budowa Kutnowskiego Domu Kultury trwała 3 lata i została ukończona w 1972r. Pierwsze imprezy organizowane w KDK były głównie estradowe. Występowały teatry Jaracza i Nowy z Łodzi, teatr z Gniezna, operetki z Poznania i Bydgoszczy. Odbyły się koncerty: muzyki poważnej, Filharmonii Łódzkiej, Haliny Czerny-Stefańskiej, Piotra Palecznego. Dzięki współpracy Zespołu Pieśni i Tańca z zespołami zagranicznymi gościliśmy zespoły z Jugosławii, Węgier i Bułgarii.
Powstały: sekcja fotograficzna (później Kutnowskie Towarzystwo Fotograficzne), zespół wokalno-taneczny „Płomienie”, Synkopy, sekcja modelarska, dziecięcy zespół tańca ludowego i Teatr Małych Form.
Po raz pierwszy zostały zorganizowane: turniej szachowy, pierwsze cykliczne spotkania „W podróż dookoła świata”, pierwsze Dni Kutna, a przede wszystkim w 1975 roku I Kutnowski Jarmark Różany, który jest corocznie organizowany do dziś.
Kino – 2 września 1972 roku w kutnowskim kinie wyemitowano pierwszy film produkcji angielskiej pt „Waterloo”, a w grudniu działalność rozpoczął Dyskusyjny Klub Filmowy.

### Lata 80
W tym okresie na deskach KDK wystąpiły ponadczasowe zespoły - Bajm, Maanam, Kombi, TSA, Republika, Dżem. Nie zabrakło też kabaretów Długi, Skauci Piwni, Tey, Spotkanie z Balladą.
1986 roku Zespół Pieśni i Tańca wystąpił z okazji 40 lecia ORMO, w 1987 – dla uczestników turnieju baseballowego, w 1988 z okazji swego 20 lecia. Odbywa się Przegląd Chórów Szkolnych miasta Kutna, I Turniej tańca Towarzyskiego (1986), turnieje i symultany szachowe. Działał Klub Seniora, Dyskusyjny Klub Filmowy, Klub muzyki country, klub filatelistów, klub Pszczółki Mai, Klub Miłośników Przyrody, kursy tańca, dyskoteki, pierwsze kursy języków obcych. Rozwijał się Teatrzyk Kukiełkowy(później Dziecięcego Teatru bajki „Puszek”) prowadzony do dziś przez Jadwigę Rzetelską.

#### Grupa Teatralna „od jutra”
Założona w 1984 roku Grupa Teatralna „od jutra” powstała na bazie Teatru Małych Form. Przedstawienia z lat 80. to przygotowane przez Teresę Mosingiewicz: Od jutra nikt, Runął już ostatni mur, Cyfrowa gra, Wieczór liryczny, I ku Polszcze szli.

### Lata 90.
Koncertują: Stare Dobre Małżeństwo, Nocna Zmiana Bluesa, Stanisław Sojka, Edyta Geppert, Ewa Błaszczyk oraz kutnowskie zespoły rockowe Alastor czy Nightmare.
Największym powodzeniem cieszą się Jesienne Spotkania Teatralne, które sprowadzały licznych gości i najlepsze ówczesne teatry – Polski Teatr Tańca z Poznania, Teatr STU z Krakowa, Marka Grechutę, Grzegorza Turnaua, Jana Peszka, Zbigniewa Zapasiewicza W 1994 roku na scenie KDK pojawił się Jeremi Przybora.
W 1993 roku startują pierwsze Letnie Spotkania Artystyczne, w 1995 Przegląd Teatrów Dziecięcych „Łapa”, w 1998 Konfrontacje Różnych Form Tanecznych. Impreza „Coctail wiosenny czyli muzyczne powitanie wiosny”, gości zespoły takie jak Dżem czy Voo Voo. Cyklicznie KDK organizuje Noc Świętojańską, maraton filmowy „Skazani na kino”, Dni Filmu Polskiego ze spotkaniami z twórcami, Tryptyk – spotkania ze sztuką, koncerty „Mistrzowie gitary”. Zorganizowano także pierwsze finały Wielkiej Orkiestry Świątecznej pomocy.

### KDK po 2000 roku
W 2002 roku zainstalowano kinie KDK systemu dźwięku Dolby Digital co rozpoczęło stopniową modernizacje całego budynku KDK zakończoną oficjalnie w latach 2010-2011.
Do 2004 roku odbywały się Jesienne Spotkania Teatralne, a w 2005 z inicjatywy Krzysztofa Ryzlaka pojawił się nowy projekt – Stacja Kutno - Ogólnopolski Konkurs Piosenek Honorowego Starosty Kutnowskiego Jeremiego Przybory.
Wzrosła popularność wrześniowego Święta Róży, który wiąże ze sobą nie tylko wystawy florystyczne, ale i festyny, koncerty czy też wesołe miasteczko.
Z okazji 40 lecia KDK została otworzona jego pierwsza filia – Centrum Teatru, Muzyki i Tańca.

## Dyrekcja
| 1972-1979r.    | Kazimierz Jóźwiak   |
| 1979-1990r.    | Jerzy Papiewski     |
| 1990-2000r.    | Teresa Mosingiewicz |
| 2000-2003r.    | Katarzyna Rosa      |
| 2003-2013r.    | Teresa Mosingiewicz |
| 2014r.-obecnie | Radosław Rojewski   |

## Warunki techniczne
- sala kinowo–widowiskową na 350 miejsc. – kino wyposażone jest w projektory analogowy i cyfrowy do projekcji 2D i 3D, dźwięk w systemie Dolby Digital Surround Ex. Kino należy do Sieci Kin Lokalnych i Studyjnych. Scena posiada fosę orkiestrową, zaplecze z garderobami dla aktorów, oświetlenie teatralne (120 obwodów), najnowszej generacji cyfrowy sprzęt nagłośnieniowy,
- dwie sale do zajęć rytmiczno-tanecznych,
- dwie sale konferencyjne (80 miejsc i 50 miejsc),
- dwie sale wykładowe (po 20 miejsc każda),
- sala przeznaczona na małą działalność gastronomiczną,
- sala zabaw i zajęć dla przedszkolaków (Wesoła dolina),
- pracownia plastyczna,
- pracownia muzyczna (studio nagrań),
- galeria wystawowa,
- obszerne hole.

## Godziny otwarcia
| Sekretariat | 8-16  |
| Kasa        | 15-20 |